# La Balançoire (Renoir)
Pour les articles homonymes, voir La Balançoire.
La Balançoire est un tableau réalisé par Auguste Renoir en 1876. Cette huile sur toile représente plusieurs personnages dont une femme debout sur le siège d'une balançoire. Elle est conservée au musée d'Orsay, à Paris.

## Sujet du tableau
Ce tableau représente une conversation entre un homme de dos et une femme qui se tient debout sur une balançoire. Les deux personnages sont observés par une petite fille et un homme posé contre un arbre.
Le tableau donne l'impression au spectateur de surprendre une discussion, à la manière d’une photographie où le temps s'est arrêté. Cette sensation est renforcée par la direction des regards vers l’homme de dos.
La jeune femme regarde vers le bas, d’un air plutôt gêné.
Edmond Renoir, le frère du peintre, l'artiste Norbert Gœneutte et Jeanne Samary, une jeune Montmartroise, ont servi de modèle à Renoir pour l'exécution de cette toile,.
La même année, Renoir réalise Bal du moulin de la Galette, scène d'extérieur à l'atmosphère similairement légère. Les trois modèles de La Balançoire se retrouvent dans ce tableau.

## Composition
Au premier plan se trouvent la jeune femme, l’homme de dos, la petite fille et l’homme posé contre l’arbre.
À l'arrière-plan, le point de fuite entraine le regard vers un groupe de personnes. 
L'ensemble du tableau est construit selon plusieurs lignes verticales : celles formées par les personnages, les cordes de la balançoire et les arbres.

## Réception
La balançoire a été présentée à la troisième exposition impressionniste en 1877. Le tableau y a mal été reçu, jugé trop moderne notamment à cause des taches de couleurs.
Il appartenait alors au peintre et collectionneur Gustave Caillebotte.